# アート・バックウォルド
アート・バックウォルド(Art Buchwald)ことアーサー・バックウォルド（Arthur Buchwald、1925年10月20日 - 2007年1月17日）は、アメリカ合衆国のユーモア作家。ワシントン・ポストにおいて長期に連載したコラムニストとして知られ、他の多くの新聞にも配信されていた。
彼のコラムは政治風刺と論説が主であった。1982年には、その際立った論説に対しピューリッツァー賞が贈られ、1986年にアメリカ芸術院に選出された。
バックウォルドはパラマウント映画との訴訟でも知られている。彼と彼のパートナーであるアラン・ベルンハイムは1988年に、パラマウント映画がエディ・マーフィ主演の映画『星の王子 ニューヨークへ行く』において、彼の脚本を盗作したとして訴訟を起こした。彼は勝訴して損害賠償を勝ち取り、パラマウント映画から提案された和解案を受け入れた。この件は1992年に出版された、ピアース・オドネルとデニス・マクドゥーガルによる著書Fatal Subtraction: The Inside Story of Buchwald V. Paramountに詳しい。

## 生い立ち
アート・バックウォルドはオーストリア系マジャル人のユダヤ人移民の家庭に生まれた。父親はカーテン製造者のジョゼフ、母親はヘレンであった（ヘレンはのちに、精神科にて35年間を過ごした）。4人兄弟の末っ子で、アリス、イーディス、ドリスという3人の姉がいた。1929年の世界恐慌で家業が破綻した際、父親はバックウォルドをニューヨーク州にあるヘブライ語児童養護施設に預けた。バックウォルドはその後、いくつかの孤児院を転々とし、その中には、病気の子どもたちのためにセブンスデー・アドベンチスト教会が作ったクイーンズ区宿泊施設も含まれている（彼はくる病を患っていた）。5歳になるまで孤児院で過ごしたあと、ようやく父親・姉妹とふたたび一緒に暮らせるようになった。クイーンズ区のホリスにある住宅街に住んだ。バックウォルドはフォレスト・ヒル高校に進学したが卒業せず、17歳のときに家出した。
彼は第二次世界大戦においてアメリカ海兵隊に従軍することを望んだが若すぎたため年齢を偽り、酔っぱらいを0.5パイント（約235ミリリットル）のウイスキーで買収し自分の法定後見人になってもらった。1942年から1945年にかけて第4海兵航空団の一員として海軍に従軍し、そのうち2年間は太平洋作戦戦域(PTO)において過ごしている。退役した時の階級は軍曹であった。

### ジャーナリズム
戦争から帰還した後、バックウォルドは復員兵援護法を利用し、高校の卒業証書を持っていないにもかかわらずロサンゼルスの南カリフォルニア大学(USC)に在籍する。USCではキャンパス雑誌Wampusの編集長を務め、また大学新聞Daily Trojanにコラムを執筆した。大学側は彼が高校を卒業していないことを知ったあとも、大学での勉強を続けることは認めたが、学位を与えるのは不適当であるとした。彼は1993年に大学より名誉学位を授与されている。
1948年にはUSCを去り、パリへの片道切符を購入する。やがて彼はパリにてアメリカの雑誌バラエティの特派員の職を得る。1949年1月、彼は欧州版ニューヨーク・ヘラルド・トリビューン紙にコラムを寄稿。「日暮れの後のパリ」というタイトルを付けられたその記事には、パリっ子のナイトライフに関する変わった情報がふんだんに盛り込まれていた。バックウォルドは雇われ、編集部員の一員となる。彼のコラムは人気を呼び、1951年には「ほとんど人々について」と題された別のコラムを執筆。これらのコラムは後に融合され「ヨーロッパの明るい面」となった。バックウォルドのコラムはすぐに大西洋の両側にて読者を獲得していった。
1952年11月、バックウォルドはフランス人向けに、感謝祭休暇についての説明を試みたコラムを執筆する。その中では例えば「Miles Standish」を「キロメーター・Deboutish」と訳すなど、故意に誤訳する手法を用いた。バックウォルドはこれを最も好きなコラムであると考えており、生涯、感謝祭になると毎年取り上げられることになる。
また、アメリカのアイゼンハワー大統領の朝食に関する習慣について記者から質問を受けたというパロディの記者会見レポートを作成したところ、大統領報道官ジェイムズ・ハガティがこれを真に受けてしまい、悪評を浴びせたがバックウォルド自身はこのことを楽しんでいた。ハガティが「これは純粋にくだらないことだ」と記事を糾弾するためにバックウォルドに関する会議を招集した後、バックウォルドが「ハガティは間違っている。私は不純なくだらないことを書いたのだ」と反論したことはよく知られている。1959年8月24日に雑誌TIMEは欧州版ヘラルド・トリビューン紙の歴史を振り返り、その中でバックウォルドのコラムによって「つまらなさの品質」が一定の基準に達していると評した。
パリ時代、バックウォルドは実質的にエルヴィス・プレスリーにインタビューを行った唯一の特派員だった。軍曹に昇進する直前だったエルヴィスは当時、軍役のため西ドイツにおり、週末の休暇をパリのプリンス・ド・ガル・ホテルにて過ごしており、そこでインタビューを行った。
1962年にアメリカに帰国し、原稿がトリビューン・メディアサービスによって配信されることとなる。彼のコラムは最大で550もの新聞に掲載された。そして、生涯で30冊以上もの本を書いた。彼はまた、1970年代のキャンパスライフの断片を盛り込んだfumetti（イタリアにおいて漫画という意味、英語版の項参照）をマーベル・コミックのクレイジー・マガジンに寄稿している。
1982年、バックウォルドが新聞に配信したコラムがピューリッツァー賞の論評部門を受賞した。

### 映画
著名な映画における文字的な意味でのカメオ出演（例えば、アルフレッド・ヒッチコックの『泥棒成金』において映った新聞記事に、バックウォルドのコラムが載っている）のほかにも、バックウォルドはジャック・タチの映画『プレイタイム』（フランス語）における英語による会話にも参加している。

### 私生活
プレスリーのル・リドにおけるピアノの即興パフォーマンスも、ナイトクラブの客の大部分が帰宅した後に彼がショーガールのために熱唱したことも、バックウォルドのベストセラー著書I'll Always Have Parisに書かれ、伝説となった。
バックウォルドは妻となるアンとはパリで出会う。そして、養子を3人迎え、ワシントンD.C.で暮らした。彼は夏の大部分を、マーサズ・ヴィニヤードのヴィニヤード・ヘイブンにある自宅で過ごした。

### 最期の病気と死
2000年、74歳の時にバックウォルドは脳梗塞を発症し、病院に2ヶ月以上入院することとなった。
2006年2月16日、AP通信によりバックウォルドが脚の膝より下を切断し、ワシントンの自宅とホスピスに滞在していると報じた。伝えられるところによれば、脚の血行不良のために切断する必要があると判断された故のことだった。
バックウォルドはラジオのトークショー番組のホスト役であるダイアン・レームに、自分をインタビューするよう招待した。この様子は2006年2月24日に放送され、その中でバックウォルドは自身の糖尿病に伴う腎不全を治療するために以前より行っていた人工透析を中止すると決めたことを明らかにした。レームは彼の決断について「旅立たねばならぬと決まったら、どう旅立つかは一大事だ」と文章を始め、これは彼の「最後の挑戦」であると表現した。バックウォルドは自分の選択に非常に満足しており、定期的にマクドナルドで食事をしているとリポートした。
後にバックウォルドはCNNのマイルズ・オブライエンにインタビューを受けている。この様子は2006年3月31日に一部が放送された。バックウォルドは、もし自分が昏睡状態になれば蘇生措置を望まないという医師に対する彼の要望を記録したリビング・ウィルについて議論した。そのインタビューが行われた時点で、バックウォルドはまだ定期的なコラムの連載を持っていた。インタビューで彼は、「飛行機での最後のフライト」を行うのが夢だと語った。
バックウォルドはFOXニュースのクリス・ウォレスにインタビューされ、2006年5月14日のFOXニュースサンデーにてその様子が放送されている。
2006年6月にホスピスを出た後、バックウォルドは再びダイアン・レームにインタビューされている。彼の腎臓は動いており、「毎朝、彼は自分自身に感謝している。何人かは自分の心臓に感謝するが、私は自分の腎臓に感謝している」とした。バックウォルドが新しい脚を得て、再びマーサズ・ヴィニヤードを訪問することを楽しみに待っているとも伝えた。
2006年7月には、マーサズ・ヴィニヤードのティズベリーにある自分の夏の家に戻った。そこでToo Soon to Say Goodbyeと題した本を完成させる。これは、ホスピスで過ごした5ヶ月間に関するものであった。彼の友人や出身大学、家族によって用意され、使用されなかった（あるいは、後に使用された）ユーロジー（追悼文）も、その本には収められている。
2006年11月3日、CNNのニュースアンカー、キーラ・フィリップスがインタビューしている。1989年よりフィリップスはバックウォルドを知っていた。それは彼女の最初のインタビューだった。2006年11月22日、バックウォルドは再びダイアン・レームの番組に出演し、その際には自らを「ホスピスの看板男、なぜなら私は生きているから」と紹介した。
バックウォルドは2007年1月17日、ワシントンD.C.にある息子ジョエルの自宅で腎不全により死去した。81歳没。死去の翌日、ニューヨーク・タイムズのウェブサイトには「やあ、私はバックウォルドだ。つい先ほど、世を去った」と彼自身が宣言する死亡記事ビデオが掲載された。

## 著書
- Paris After Dark（Imprimerie du Centre、1950年。後に、Herald Tribune, European Ed., S. A.,より1953年に刊行）
- Art Buchwald's Paris（Lion Library、1956年）
- I Chose Caviar（Victor Gollancz、1957年）
- The Brave Coward（Harper、1957年）
- More Caviar（Victor Gollancz、1958年）
- A Gift From the Boys（Harper、1958年）
- Don't Forget to Write（World Pub. Co.、1960年）
- Come with Me Home: Complete Novel Also by Gladys Hasty Carroll and Jerrard Tickell（Nelson Doubleday, Inc、1960年）
- Son of the Great Society（Putnam、1961年）
- How Much is that in Dollars?（World Pub. Co.、1961年）
- Is it Safe to Drink the Water?（PBK Crest Books、1963年）
- I Chose Capitol Punishment（World Pub. Co.、1963年）
- ... and Then I Told the President: The Secret Papers of Art Buchwald（Weidenfeld & Nicholson、1965年）
- Son of the Great Society（Putnam、1966年）
- Have I Ever Lied To You?（Fawcett、1968年）
- The Establishment is Alive and Well in Washington（Putnam、1969年）
- Counting Sheep; The Log and the Complete Play: Sheep on the Runway.（Putnam Pub Group、1970年）
- Oh, to be a Swinger（Vintage、1970年）
- Getting High in Government Circles（Putnam、1971年）
- I Never Danced at the White House（Putnam、1973年）
- I Am Not a Crook"（Putnam、1974年）
- The Bollo Caper: A Fable for Children of All Ages（Doubleday、1974年）
- Irvings Delight: At Last! a Cat Story for the Whole Family!（DAVID MCKAY COMPANY, INC.、1975年）
  - （『二毛猫アービングの失踪』文春文庫　訳：永井淳　1987年）
- Washington Is Leaking（Putnam Adult、1976年）
- Irving's Delight（Avon Books、1976年）
- Down the Seine and Up the Potomac（Fawcett Crest、1977年）　
  - （『バックウォルド傑作選1　だれがコロンブスを殺したか』文藝春秋　訳：永井淳　1980年、『バックウォルド傑作選2　そしてだれも笑わなくなった』文藝春秋　訳：永井淳　1980年）
- Best cartoons of the world Miller Collection（Brown University）（Atlas World Press Review、1978年）
- Art Buchwald by Leonard Probst（American Jewish Committee, Oral History Library、1978年） - インタビューの記録はレオナルド・プロブストの主導によって、1978年の3月31日から4月1日にかけて行われた。
- The Buchwald Stops Here （Putnam、1979年）
  - （『バックウォルド傑作選3　嘘だといってよ、ビリー』文藝春秋　訳：永井淳　1982年）
- Laid Back In Washington With Art Buchwald（Putnam、1981年）
  - （『バックウォルド傑作選4　ゴッドファザーは手持ち無沙汰』文藝春秋　訳：永井淳　1984年）
- Seems Like Yesterday（Berkley Pub Group、1981年）
- While Reagan Slept（Fawcett、1983年）
- You Ask, Buchwald Answers（Listen & Learn U.S.A.!、1983年）
- The Official Bank-Haters' Handbook Also By Joel D. Joseph（Natl Pr Books、1984年）
- You Can Fool All of the People All the Time（Ballantine Books、1986年）
  - （『バックウォルド傑作選5　コンピューターが故障です』文藝春秋　訳：永井淳　1990年[注釈 1]）
- I Think I Don’t Remember（Perigee Trade; 1st Perigee Ed edition 、1988年）（Putnam、1987年）
- Whose Rose Garden Is It Anyway?（Putnam、1989年）
- Lighten Up, George（Putnam、1991年）
- Leaving Home: A Memoir（Putnam、1994年）
- I'll Always Have Paris: A Memoir（Putnam、1995年）
- Stella in Heaven: Almost a Novel（Putnam、2000年）
- We'll Laugh Again（G.P. Putnam's Sons、2002年）
- Beating Around the Bush（Seven Stories、2005年）

### 自叙伝
- Too Soon to Say Goodbye（Bantam Books、2006年） ISBN 1588365743 ISBN 9781588365743